# مديرية الحشاء

تعديل مصدري - تعديل

مديرية الحشاء إحدى مديريات محافظة الضالع في جنوب اليمن. بلغ عدد سكانها 60178 نسمة عام 2004. مركز هذه المديرية مدينة ضوران.

موقع مديرية الحشاء في محافظة الضالع

## أعلام
- عبده محمد حسين الحذيفي